# Biřkov
Biřkov là một làng thuộc huyện Klatovy, vùng Plzeňský, Cộng hòa Séc.